# Chimarra fenestrata
Chimarra fenestrata är en nattsländeart som beskrevs av Douglas E. Kimmins 1964. Chimarra fenestrata ingår i släktet Chimarra och familjen stengömmenattsländor. Inga underarter finns listade i Catalogue of Life.